# Diecezja Camden
Diecezja Camden (łac. Dioecesis Camdensis, ang. Diocese of Camden) jest diecezją Kościoła rzymskokatolickiego w metropolii Newark w Stanach Zjednoczonych. Swym zasięgiem obejmuje południową część stanu New Jersey. 

## Historia
Diecezja została kanonicznie erygowana 9 grudnia 1937 roku przez papieża Piusa XI. Wyodrębniono ją z diecezji Trenton. Pierwszym ordynariuszem został nowojorski kapłan Bartholomew Joseph Eustace (1887-1956). 

## Główne świątynie
- Katedra: Katedra Niepokalanego Poczęcia Najświętszej Maryi Panny w Camden
- Prokatedra: Prokatedra św. Józefa w Camden

## Biskupi diecezjalni
- Bartholomew Joseph Eustace (1937–1956)
- Justin Joseph McCarthy (1957–1959)
- Celestine Joseph Damiano (1960–1967)
- George Henry Guilfoyle (1968–1989)
- James Thomas McHugh (1989–1998)
- Nicholas DiMarzio (1999–2003)
- Joseph Galante (2004–2013)
- Dennis Sullivan (2013–2025)
- Joseph Williams (od 2025)